# James Shane
James Shane (ur. 18 grudnia 1989) – brytyjski lekkoatleta specjalizujący się w biegu na 1500 metrów. 
W 2008 odpadł w eliminacjach mistrzostw świata juniorów, a w 2011 został wicemistrzem Europy młodzieżowców. Reprezentant kraju w drużynowych mistrzostwach Europy. 
Rekord życiowy: 3:39,11 (2 czerwca 2011, Huelva). 

## Osiągnięcia
| Rok  | Impreza                                 | Miejsce   | Lokata     | Wynik   |
| ---- | --------------------------------------- | --------- | ---------- | ------- |
| 2008 | Mistrzostwa świata juniorów             | Bydgoszcz | eliminacje | 3:49,71 |
| 2011 | Superliga drużynowych mistrzostw Europy | Sztokholm | 3. miejsce | 3:39,21 |
| 2011 | Młodzieżowe mistrzostwa Europy          | Ostrawa   | 2. miejsce | 3:50,58 |